# Алеур (станція)
Алеур (рос. Алеур) — станція Могочинського регіону Забайкальської залізниці Росії, розташована на дільниці Куенга — Бамівська між станціями Чернишовськ-Забайкальський (відстань — 8 км) і Бушулей (28 км). Відстань до ст. Куенга — 69 км, до ст. Бамівська — 680 км; до транзитного пункту Каримська — 301 км.